# Best Boy
Best Boy é um filme-documentário estadunidense de 1979 dirigido e escrito por Ira Wohl. Venceu o Oscar de melhor documentário de longa-metragem na edição de 1980.